# جورجيا ودوارد
جورجيا ودوارد (بالإنجليزية: Georgia Woodward)‏ هي ممثلة أسترالية، ولدت في 21 مايو 1992 في سيدني في أستراليا.

## وصلات خارجية
- جورجيا ودوارد على موقع IMDb (الإنجليزية)